# Тростниковые танагры
Тростниковые танагры (лат. Mitrospingus) — род птиц отряда воробьинообразных. Птицы среднего размера с тусклым оливковым оперением и тёмной маской на лице. Тростниковые танагры обитают в Центральной Америке и на севере Южной Америки, питаются насекомыми и фруктами.
Род был описан Робертом Риджуэйем в 1898 году и включает два вида: темнолицую тростниковую танагру (Mitrospingus cassinii) и оливковоспинную тростниковую танагру (Mitrospingus oleagineus). На основе молекулярных исследований в начале XXI века тростниковые танагры, зелёные ортогонисы и чёрно-пегие танагры были выделены в отдельное семейство Mitrospingidae.

## Описание

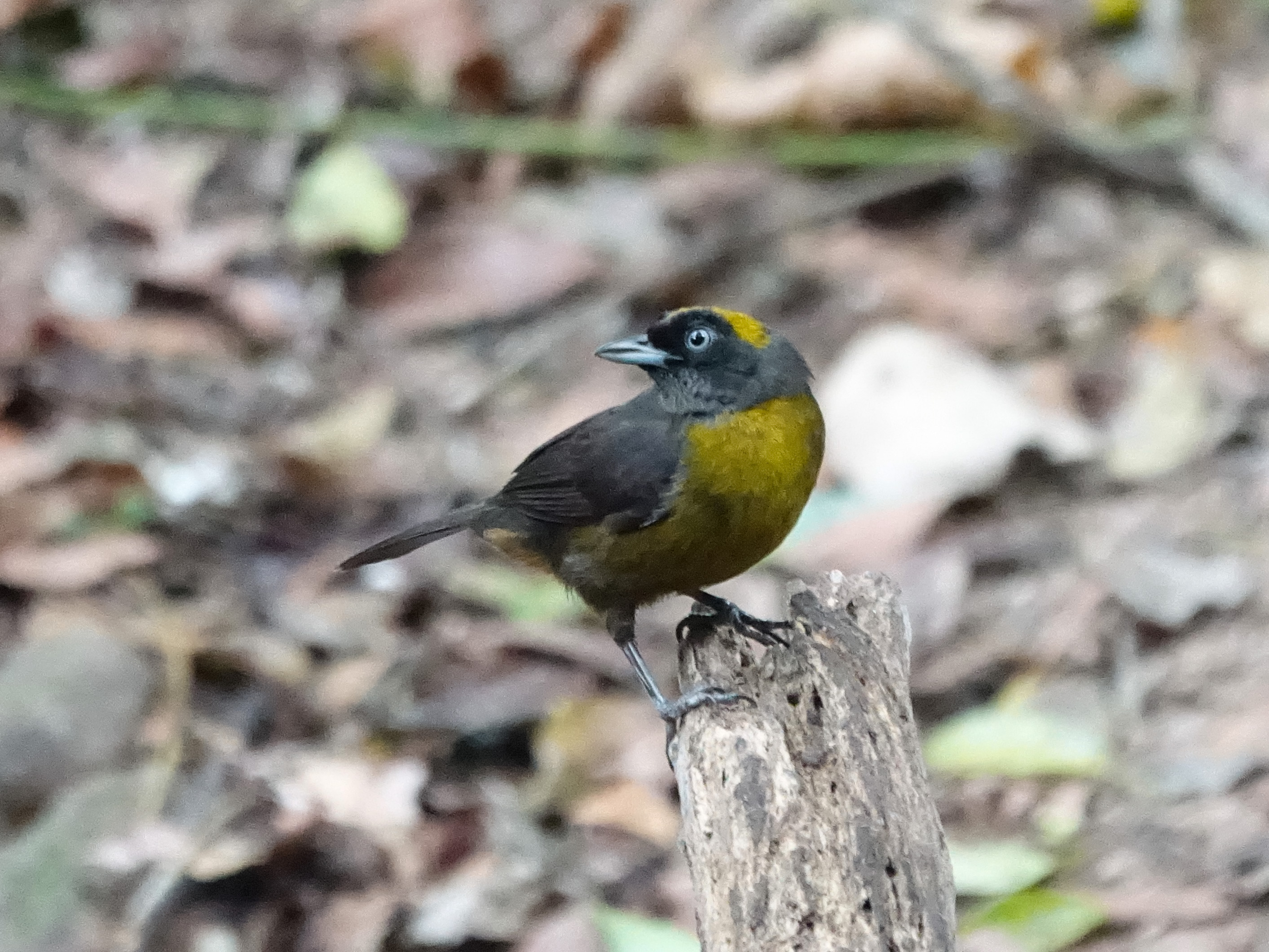
Темнолицая тростниковая танагра

Птицы среднего размера с тусклым оперением. У темнолицей тростниковой танагры оперение сверху голубовато-серое, крылья и хвост той же расцветки, хотя надхвостье имеет оливковый оттенок. Голова сверху и затылок — горчично-жёлтые. Подбородок имеет чёрный оттенок, а горло — светло-серое. Постепенно снизу цвет переходит в грязный оливково-жёлтый на груди и боках, кроющие перья брюха и подхвостья — тёмно-серые и оливково-жёлтые. У оливковоспинной тростниковой танагры оперение головы и спины тёмно-оливковое. Кроющие перья крыла, второстепенные и третьестепенные маховые перья немного темнее, чем перья на спине. Оперение снизу оливково-жёлтое, более светлое на брюхе. У темнолицей тростниковой танагры на лице чёрная маска, у оливковоспинной — свинцово-серая. Половой диморфизм выражен слабо.
Риджуэй отметил, что у тростниковых танагр округлые крылья средней длины. Самыми длинными являются пятое, шестое и седьмое маховые перья, а девятое (внешнее) — короче, чем второстепенные маховые перья. Округлый хвост примерно такой же длины, как и крылья. Перья хвоста довольно широкие, со слегка заострёнными концами.

## Распространение

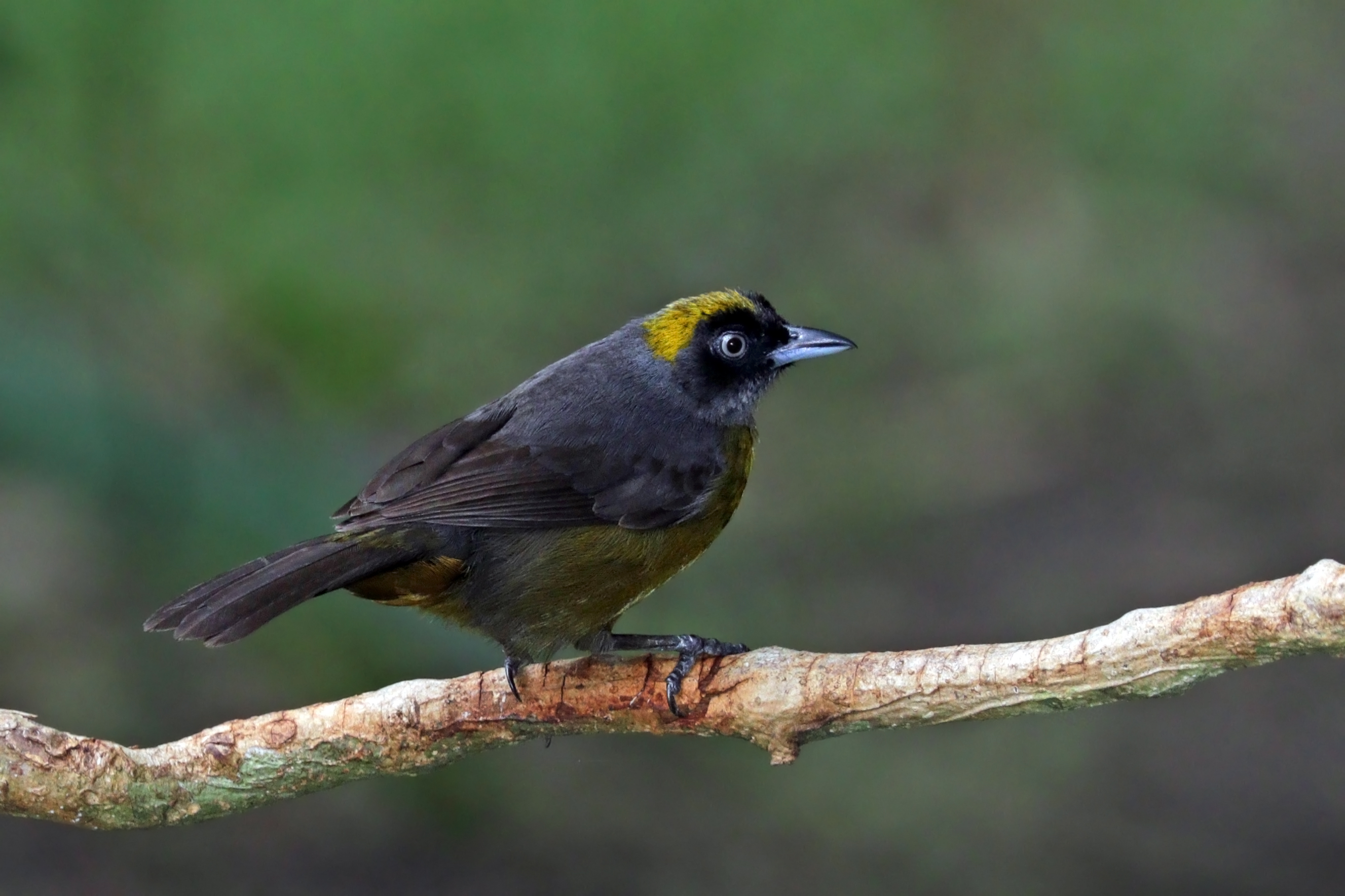
Темнолицая тростниковая танагра в Панаме

Тростниковые танагры обитают в Центральной Америке на побережье Карибского моря и Тихого океана, на севере Южной Америки. Ареал темнолицей тростниковой танагры простирается от Коста-Рики и Панамы до низовий долины реки Каука в Колумбии и провинций Пичинча и Асуай в Эквадоре. Оливковоспинная тростниковая танагра встречается в Венесуэле, Гайане и Бразилии. Их ареалы не пересекаются между собой.
Темнолицая тростниковая танагра населяет густые кустарники и заросли на опушках или на границе леса, вдоль ручьёв, в то время как оливковоспинная тростниковая танагра населяет влажные зрелые вторичные леса и их окраины на склонах гор или тепуи.
Международный союз охраны природы относит оба вида к видам, вызывающим наименьшие опасения (LC). Темнолицая тростниковая танагра встречается в национальном парке Браулио-Каррильо и заповеднике Итой-Серере (исп. Reserva Biológica Hitoy Cerere) в Коста-Рике, в национальных парках Соберания, Чагрес, Дарьен в Панаме, в национальных парках Лос-Катиос, Энсенада-де-Утрия, Фаральонес-де-Кали и природном заповеднике Тамбито (исп. Tambito Nature Reserve) в Колумбии. В Венесуэле значительная часть ареала оливковоспинной тростниковой танагры расположена на территории национального парка Канайма.

## Питание
Основу рациона тростниковых танагр, как и других представителей семейства, составляют насекомые и фрукты, в частности ягоды растений семейства меластомовые (Melastomataceae). Корм добывают в подлеске, нижнем и среднем ярусах леса, изредка поднимаясь выше. Оливковоспинная тростниковая танагра может подниматься на высоту до 15 метров.

## Размножение
Информация о размножении темнолицей тростниковой танагры довольно скудная. Скатч наблюдал гнездо с двумя птенцами с апреля по май. Эти наблюдения были опубликованы в 1972 году. Особенности размножения оливковоспинной тростниковой танагры изучены ещё меньше.
Чашеобразное гнездо темнолицые тростниковые танагры строят в кустарнике около ручья на высоте 1,5—3 м над землёй. Гнездо может быть как хрупким, так и громоздким. По описанию Скатча гнездо было построено из длинных нитевидных соцветий растений рода Myriocarpa и корешков, выстлано волокнами грибов, и подвешено как корзина между вертикальными стволами. Диаметр гнезда составлял 12,7—14 см, глубина — 8 см. По описаниям Окампо с долины реки Магдалена толщина стенок гнезда равнялась 29,1 мм, внутренние размеры гнезда составляли 87,2—94,7 мм, внешние — 132,7—150,4 мм, высота — 110,9 мм, а глубина — 48,1 мм. Предположительно, кладка состоит из двух яиц. Яйца белые, с коричневыми и красновато-коричневыми пятнами. По наблюдениям Скатча птицы кормят птенцов исключительно насекомыми.
Особый интерес для учёных представляет кооперативное размножение темнолицей тростниковой танагры, оно часто встречается у птиц, традиционно относящихся к танагровым — настоящих (Tangara), черноухих (Neothraupis), белопоясничных (Cypsnagra) танагр, хабий (Habia).

## Систематика
Род тростниковые танагры был описан американским орнитологом Робертом Риджуэйем в 1898 году. Учёный включил в него темнолицую тростниковую танагру и предположил, что род следует отнести к семейству вьюрковых (Fringillidae), хотя и высказывал некоторые сомнения в такой классификации. В 1902 году Риджуэй отметил, что наиболее близкими родственниками тростниковых танагр являются кисточковые танагры (Eucometis). Он полагал род монотипическим. В 1912 году немецкий орнитолог Ганс фон Берлепш отнёс к этому роду и оливковоспинную тростниковую танагру. В 1936 году австрийский орнитолог Карл Эдуард Хелльмайр предположил, что этих птиц можно объединить в один вид. Вместе с тем, они заметно различаются вокализацией и поведением.
Роды тростниковые танагры, зелёные ортогонисы (Orthogonys) и чёрно-пегие танагры (Lamprospiza) учёные традиционно включали в семейство танагровых (Thraupidae). Кит Баркер (F. Keith Barker) и другие в 2013 году опубликовали результаты молекулярных исследований около 200 видов обитающих в Америке воробьинообразных птиц с девятью маховыми перьями. Построенное ими филогенетическое дерево показало несколько новых клад или обособленных групп, многие из которых было предложено выделить в отдельные семейства. В частности, авторы работы предложили выделить роды Mitrospingus, Orthogonys и Lamprospiza, представители которых обитают преимущественно в Южной Америке, в семейство Mitrospingidae. Исследователи полагают, что представители этого семейства произошли от общего предка темнолицей тростниковой танагры и чёрно-пегой танагры (Lamprospiza melanoleuca). В работе было также показано сестринское отношение этого семейства к кладе танагровых (Thraupidae) и кардиналовых (Cardinalidae).